# Polytrichum cuspidirostrum
Polytrichum cuspidirostrum là một loài rêu trong họ Polytrichaceae. Loài này được Schimp. mô tả khoa học đầu tiên năm 1897.